# Bartramidula bartramioides
Bartramidula bartramioides là một loài rêu trong họ Bartramiaceae. Loài này được Griff. Wijk & Margad. mô tả khoa học đầu tiên năm 1958.